# Данте Фаббро
Данте Фаббро (англ. Dante Fabbro, нар. 20 червня 1998, Коквітлам) — канадський хокеїст, захисник клубу НХЛ «Нашвілл Предаторс». Гравець збірної команди Канади.

## Ігрова кар'єра
Хокейну кар'єру розпочав 2013 року виступами за юніорську команду «Ленглі Рівермен», згодом два роки захищав кольори іншого юніорського клубу «Пентіктон Віз» у складі останнього був капітаном.
2016 року був обраний на драфті НХЛ під 17-м загальним номером командою «Нашвілл Предаторс».
З 2016 по 2019 захищав кольори хокейної команди Бостонського університету.
27 березня 2019 уклав трирічний контракт з клубом НХЛ «Нашвілл Предаторс».

## На рівні збірних
У складі юніорської збірної Канади провів 16 матчів.
У складі молодіжної збірної Канади став срібним призером чемпіонату світу 2017 та чемпіоном 2018 року.
У складі національної збірної Канади срібний призер чемпіонату світу 2019.

## Статистика

### Клубні виступи
| Сезон        | Клуб                    | Ліга         | Регулярний сезон | Регулярний сезон | Регулярний сезон | Регулярний сезон | Регулярний сезон | Плей-оф | Плей-оф | Плей-оф | Плей-оф | Плей-оф |
| Сезон        | Клуб                    | Ліга         | І                | Г                | П                | О                | ШХ               | І       | Г       | П       | О       | ШХ      |
| ------------ | ----------------------- | ------------ | ---------------- | ---------------- | ---------------- | ---------------- | ---------------- | ------- | ------- | ------- | ------- | ------- |
| 2013–14      | «Ленглі Рівермен»       | БКХЛ         | 2                | 0                | 0                | 0                | 0                | —       | —       | —       | —       | —       |
| 2014–15      | «Пентіктон Віз»         | БКХЛ         | 44               | 4                | 29               | 33               | 16               | 21      | 4       | 11      | 15      | 10      |
| 2015–16      | «Пентіктон Віз»         | БКХЛ         | 45               | 14               | 53               | 67               | 30               | 11      | 0       | 8       | 8       | 2       |
| 2016–17      | Бостонський університет | НКАА         | 36               | 6                | 12               | 18               | 16               | —       | —       | —       | —       | —       |
| 2017–18      | Бостонський університет | НКАА         | 38               | 9                | 20               | 29               | 22               | —       | —       | —       | —       | —       |
| 2018–19      | Бостонський університет | НКАА         | 38               | 7                | 26               | 33               | 39               | —       | —       | —       | —       | —       |
| 2018–19      | «Нашвілл Предаторс»     | НХЛ          | 4                | 1                | 0                | 1                | 0                | 6       | 0       | 1       | 1       | 0       |
| Усього в НХЛ | Усього в НХЛ            | Усього в НХЛ | 4                | 1                | 0                | 1                | 0                | 6       | 0       | 1       | 1       | 0       |

### Збірна
| Рік                | Команда            | Турнір             | Місце              |    | І | Г  | П  | О  | ШХ |
| ------------------ | ------------------ | ------------------ | ------------------ | -- | - | -- | -- | -- | -- |
| 2014               | Канада (червоні)   | U17                | 6-е                | 5  | 2 | 1  | 3  | 0  |    |
| 2015               | Канада             | МІГ18              | 1                  | 4  | 0 | 0  | 0  | 0  |    |
| 2016               | Канада             | ЮЧС18              | 4-е                | 7  | 0 | 8  | 8  | 16 |    |
| 2017               | Канада             | МЧС                | 2                  | 7  | 0 | 1  | 1  | 0  |    |
| 2018               | Канада             | МЧС                | 1                  | 7  | 0 | 0  | 0  | 0  |    |
| 2019               | Канада             | ЧС                 | 2                  | 9  | 1 | 2  | 3  | 0  |    |
| Молодіжна збірна   | Молодіжна збірна   | Молодіжна збірна   | Молодіжна збірна   | 30 | 2 | 10 | 12 | 16 |    |
| Національна збірна | Національна збірна | Національна збірна | Національна збірна | 9  | 1 | 2  | 3  | 0  |    |